# Fred Buscaglione
Fred Buscaglione, all'anagrafe Ferdinando Buscaglione (Torino, 23 novembre 1921 – Roma, 3 febbraio 1960), è stato un cantautore, polistrumentista e attore italiano.

## Biografia

### L'infanzia
Nacque a Torino in una portineria di Via Cavour 3  da una famiglia originaria di Graglia, un paesino oggi in provincia di Biella. La zia Anna era stata una celebre canzonettista con il nome d'arte di Anita Di Landa. Era un bambino vivace e il suo ricordo era vivo tra i vicini intervistati dai cronisti. Mostrò sin da piccolo una grande passione per la musica. 
Per vicinanza con l'abitazione, frequentò la Scuola elementare Tommaseo  in Piazza Cavour e a undici anni fu ammesso al Conservatorio Giuseppe Verdi di Torino, che però abbandonò dopo tre anni di frequenza, per lo scarso interesse verso la musica classica e per le misere condizioni economiche della sua famiglia (il padre era imbianchino, la madre portinaia e occasionalmente insegnante di pianoforte), che lo costrinsero a cercare lavoro, prima come fattorino e poi come apprendista odontotecnico.

Chiosso, Buscaglione e Gino Latilla nel 1958

Era ancora adolescente quando iniziò ad esibirsi nei locali notturni della città come cantante jazz e polistrumentista: era in grado di suonare diversi strumenti, dal contrabbasso, al violino, al pianoforte, alla tromba. Un giorno, durante una sua esibizione al Gran Caffè Ligure, venne notato da uno studente di giurisprudenza, appassionato lettore di libri gialli, di nome Leo Chiosso. Nacque così un sodalizio artistico che durò fino alla scomparsa di Fred.
Durante la seconda guerra mondiale venne richiamato sotto le armi e distaccato in Sardegna, dove si mise in luce organizzando spettacoli per le truppe. Venne fatto prigioniero dagli statunitensi e fu contattato dai fratelli Franco e Berto Pisano, con cui aveva formato a Cagliari il Quintetto Aster, che lavorava per la radio alleata e per Radio Sardegna, allora diretta da Jader Jacobelli. Del gruppo facevano parte anche Gianni Saiu e Carletto Bistrussu a cui in seguito si aggiunsero Giulio Libano e Sergio Valenti. Questo gli permise di continuare a fare musica e di sperimentare le nuove sonorità e i nuovi ritmi che venivano dagli Stati Uniti.

### La "gavetta"
(Leo Chiosso - Fantastica)
Dopo la fine della guerra Buscaglione rientrò a Torino e ricominciò a suonare in varie orchestre. Nel 1949 fu costituito il gruppo degli Asternovas, aggiungendo al Quintetto Aster il trombettista Giulio Libano e il sassofonista Sergio Valenti.
Quindi iniziò una vita nomade fatta di spettacoli in locali notturni di varie città d'Europa, talvolta anche di infimo ordine.
Dal 1946 aveva ricominciato a frequentare assiduamente l'amico Leo Chiosso, con cui iniziò a comporre canzoni. Il rapporto tra i due era praticamente simbiotico, al punto che si trasferirono nello stesso palazzo, in due appartamenti dirimpetto l'uno all'altro, in Via Eusebio Bava 26 bis, in zona Vanchiglia. Trascorrevano giorni e notti intere insieme a chiacchierare a scambiarsi idee, battute e frasi musicali che Leo annotava e Fred accennava sulla tastiera del pianoforte.
Molto spesso si trattava di canzoni estemporanee e surreali che parlavano con ironia di "bulli e pupe", di New York e di Chicago, di duri spietati con i nemici, ma sempre in balia delle donne e dell'alcool.
Nacquero così le canzoni che lo fecero conoscere in tutta Italia, molte delle quali oltre a essere registrate su disco, venivano eseguite dal vivo e in spettacoli televisivi, alcune in coppia con la moglie Fatima, quali: Che bambola!!, Teresa non sparare, Eri piccola così, Love in Portofino, Porfirio Villarosa ispirata alla figura del celebre playboy Porfirio Rubirosa, Whisky facile.
Fred si calò nel personaggio, facendosi crescere un paio di baffetti e presentandosi in scena in doppiopetto gessato e cappello a larghe falde, ispirato a Clark Gable e ai gangster americani come apparivano nei racconti hard-boiled di scrittori quali Damon Runyon, uno degli autori preferiti da Chiosso.
La sua discografia, nonostante la brevità della sua carriera, è folta. Nel 1956 incise numerosissime canzoni e in quello stesso anno uscirono i suoi primi 33 giri. Eppure non fu facile per lui trovare una casa discografica che accettasse d'incidere quelle canzoni così trasgressive e inconsuete per l'epoca. Le sue prime incisioni risalgono al 1952, alcuni pezzi standard del repertorio jazz per l'etichetta La Voce del Padrone, oggi pressoché introvabili, ma nessuno si sentiva di dargli l'opportunità di incidere le "sue" canzoni.
Un aiuto decisivo arrivò dall'amico Gino Latilla, che aveva ottenuto un buon successo con la canzone Tchumbala-bey scritta dal duo Chiosso-Buscaglione. Egli insistette tanto con il direttore della Cetra, la sua casa discografica, affinché gli facesse incidere le sue canzoni, al punto di anticipare di tasca propria le spese; così nel 1955 vide la luce il primo singolo, un 78 giri che conteneva due canzoni: Che bambola!!/Giacomino. L'idea piacque al pubblico e il singolo vendette circa 980 000 copie in assenza di qualsiasi battage pubblicitario cosicché Buscaglione, incoraggiato da questo inaspettato successo, decise di incidere tante altre canzoni e, sempre grazie all'appoggio di Latilla, partecipò ad alcune trasmissioni radiofoniche che contribuirono notevolmente alla sua crescente popolarità.

### Il matrimonio

Fred con la moglie Fatima nel 1958

Nel 1949, in un cabaret di Lugano, conobbe l'artista maghrebina Fatima Ben Embarek, meglio conosciuta con il nome d'arte di Fatima Robin's, che si esibiva nello stesso locale come acrobata e contorsionista insieme al padre e alla sorella. Fred iniziò a farle una corte serrata, ma dovette fare i conti con l'ostilità del padre della ragazza e finì per organizzare con lei una romantica fuga in una notte di neve, su una slitta trainata da un cavallo. I due si sposarono nel 1954 in chiesa, dopo la conversione di Fatima al cattolicesimo, e da quel momento per lei si aprì, seguendo il marito, una nuova carriera come cantante.
Il loro rapporto fu tenero e a volte burrascoso, costellato di liti e riappacificazioni puntualmente scandite sulle pagine dei rotocalchi. Quasi sempre era la gelosia di Fatima a far scoccare la scintilla dell'ennesimo litigio. La coppia si separò definitivamente nell'ottobre del 1959. Nel gennaio del 1960 i due si rividero a Firenze a causa di impegni artistici concomitanti (lui al River Club, lei allo Chez Moi) e Buscaglione si trattenne in città anche dopo la fine delle sue serate fiorentine. Giravano voci di una riconciliazione tra i due, alimentate dal fatto che Buscaglione promise di tornare nel capoluogo toscano per nuove esibizioni a febbraio, ma il destino non gliene diede il tempo.

### Il successo
Alla fine degli anni cinquanta Fred Buscaglione era uno degli uomini di spettacolo più richiesti, e non solo come cantante. Era dappertutto: nelle pubblicità, alla televisione e nei film, prima con brevi apparizioni canore, poi in ruoli autonomi incarnando quasi sempre la figura del simpatico spaccone.

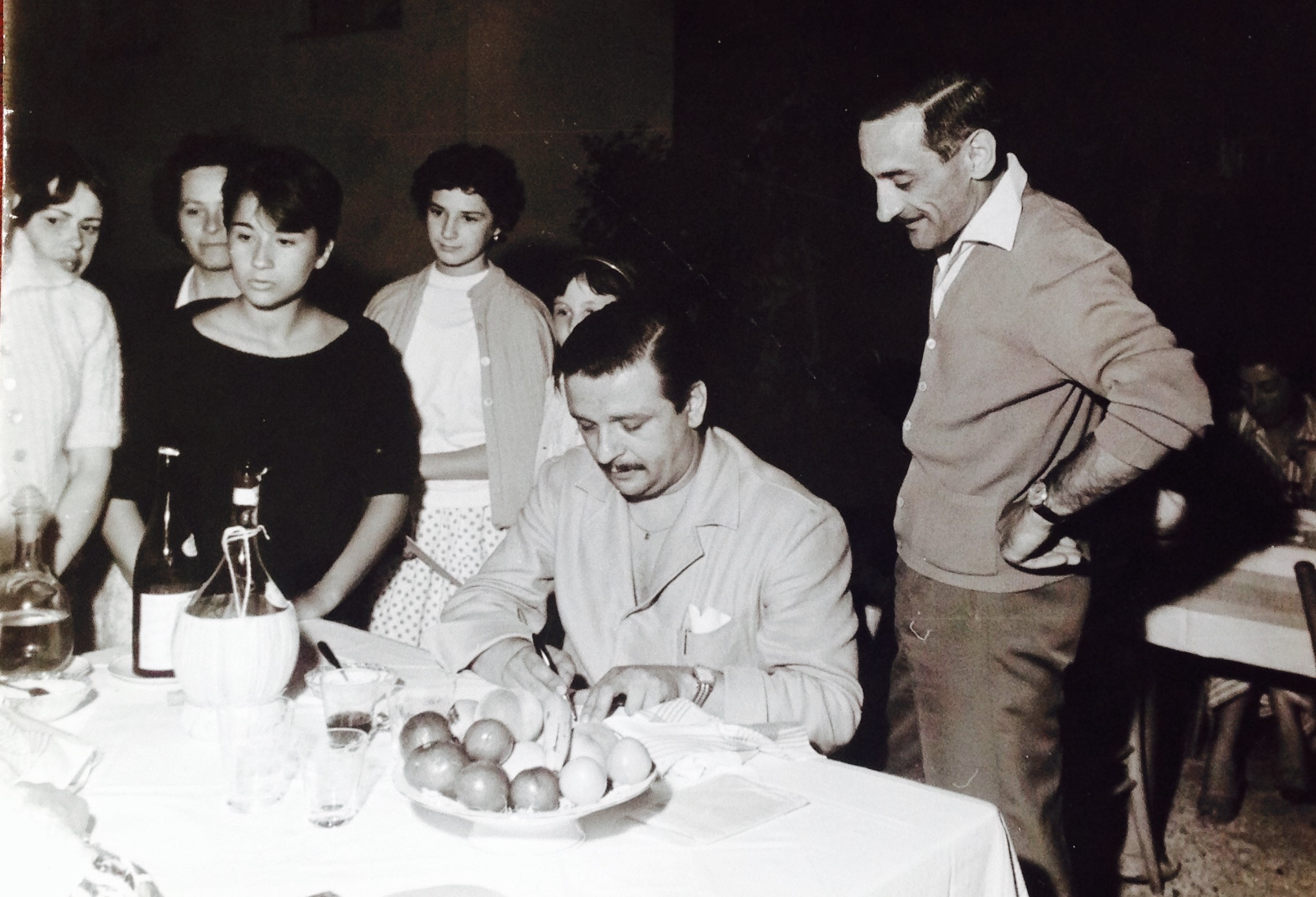
Fred Buscaglione nel 1959

La sua attività si faceva sempre più frenetica: girava due o tre film contemporaneamente il mattino, registrava spettacoli televisivi nel pomeriggio, la sera incideva dischi e la notte cantava nei night, spostandosi a bordo di una vistosa auto americana, una Ford Thunderbird che lui chiamava "Criminalmente bella", come una delle sue canzoni. Ma il successo ebbe per lui anche conseguenze sgradevoli dal momento che la moglie Fatima, forse gelosa del suo successo e dei pettegolezzi apparsi sui rotocalchi che lo dipingevano come un tombeur de femmes e che gli attribuivano flirt con le attrici con cui recitava, soprattutto con Scilla Gabel e Anita Ekberg, finì col separarsi da lui, che si trasferì all'Hotel Rivoli di Roma.
Forse stanco del suo personaggio di "duro", sul finire degli anni cinquanta Fred iniziò a incidere canzoni melodiche, talvolta scritte anche da altri autori come: Guarda che luna, Non partir (di Giovanni D'Anzi e Alfredo Bracchi) e Al chiar di luna porto fortuna (scritta da Carlo Alberto Rossi).
Tre settimane prima della morte, in un'intervista al quotidiano Stampa Sera, espresse l'intenzione di ritirarsi nel giro di due anni, affermando: «Prima che la gente mi volti le spalle, Fred il duro sparirà, e io tornerò a essere solo Ferdinando Buscaglione».

### L'incidente mortale

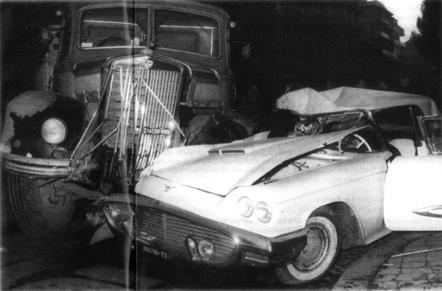
L'incidente mortale

Buscaglione morì a Roma il 3 febbraio 1960 in un incidente stradale, mentre di prima mattina rientrava in auto all'hotel Rivoli (in via T. Taramelli). Dopo aver cenato con degli amici alla Taverna degli Artisti di via Margutta, Buscaglione passò alla Rupe Tarpea, noto nightclub della zona, per incontrarsi con i componenti dell’orchestra di Paolo Zavallone; con loro si recò quindi alla trattoria notturna del terminal dell’Aeritalia, in via Giolitti. Verso le 6:00 lasciò il terminal e dopo aver dato un passaggio a due orchestrali si diresse verso l'hotel, a bordo della sua Ford Thunderbird color lilla. Il cantante stava percorrendo ad alta velocità via Giovanni Paisiello in direzione di piazza Pitagora, nel quartere Pinciano, quando giunto all'incrocio con viale Gioacchino Rossini si scontrò con un camion Lancia Esatau 864 carico di porfido, guidato dal ventiquattrenne Bruno Ferretti, che proveniva da destra in direzione di Villa Borghese. Ferretti uscì illeso dallo scontro, e tentò di soccorrere Buscaglione insieme a una guardia giurata e a un passante; i tre fermarono un autobus sul quale caricarono il cantante, che giunse però privo di vita all'ospedale.
Ai suoi funerali, svoltisi a Torino nella Chiesa di Santa Giulia il successivo 6 febbraio, parteciparono decine di migliaia di persone tra cui molte celebrità della musica e dello spettacolo, da Johnny Dorelli a Gino Latilla e Wanda Osiris. È sepolto nel Cimitero monumentale di Torino.

## Il mito postumo
La scomparsa di Fred Buscaglione, avvenuta nel pieno della sua carriera di cantante e di attore, fu un evento mediatico che ebbe ampie ripercussioni nell'Italia del boom economico. Il suo ultimo film, le cui riprese erano terminate pochi giorni prima del tragico incidente e che si sarebbe dovuto intitolare A qualcuno piace Fred, uscì nelle sale il 24 febbraio 1960 con il titolo Noi duri e ottenne immediatamente un enorme successo, restando in programmazione per mesi. Nel film Buscaglione recita con attori famosi come Paolo Panelli, Totò e Scilla Gabel, tenendo la scena con naturalezza e brio.

Nel film I ladri

Le sue canzoni continuarono a essere ascoltate alla radio e nei juke-box che andavano diffondendosi per la penisola; e la folla cosmopolita che invadeva Roma durante le Olimpiadi portò a casa, tra i souvenir, anche i dischi di Buscaglione, accrescendone la conoscenza all'estero.
La Rai periodicamente trasmette programmi rievocativi della sua figura usando materiali d'archivio e interviste ad amici e collaboratori. Nel 1980, per il ventesimo anniversario della sua scomparsa, venne trasmesso il programma In memoria di Fred Buscaglione in cui diversi artisti riproposero i suoi successi accompagnati dall'orchestra diretta da Gorni Kramer. Nel corso del programma Rino Gaetano si esibì in una molto personale e appassionata rivisitazione de Il dritto di Chicago.
Nella stagione 1991-1992 andò in scena il musical Fred, ispirato alla vita di Buscaglione, con la regia di Gino Landi su testi di Umberto Simonetta e Italo Terzoli, dove Umberto Smaila interpretava il ruolo del cantante e attore torinese.
Nel 1995 nacque a Roma, per iniziativa dell'attore e cantante Federico Scribani, la Fred Forever Jumpin' Orchestra, una cover band che riproponeva i successi dell'ormai mitico cantante torinese. Il gruppo cambiò in seguito il suo nome in Buscaja, e ancora oggi porta nei suoi concerti la testimonianza dell'arte e dello spirito guascone di Fred Buscaglione, contribuendo a perpetuare il mito di un artista che ci ha lasciato quando aveva ancora molto da darci.
Nel 1998, al Teatro Massaua di Torino (oggi un cinema multisala), andarono in scena tre spettacoli (12, 13 e 14 febbraio), dal titolo Che Passione! Bentornato Buscaglione!: la band, composta da musicisti locali, accompagnava un sedicente "figlio di Fred". Al matinée del 14 febbraio, partecipò come ospite Paolo Belli.
Nel 2008 Fred Buscaglione venne iscritto nel "Pantheon dello Swing Italiano" come uno degli immortali, nell'ambito del progetto "Sultanato dello Swing" ideato da Freddy Colt con il patronage del pianista jazz Stefano Bollani.
Nel 2009 era stata annunciata una coproduzione di Rai Fiction per portare la storia di Fred Buscaglione sul piccolo schermo,, ma nel 2010 la lite tra Claudia Mori e Luca Barbareschi per aggiudicarsi la produzione della miniserie ha portato all'accantonamento del progetto.

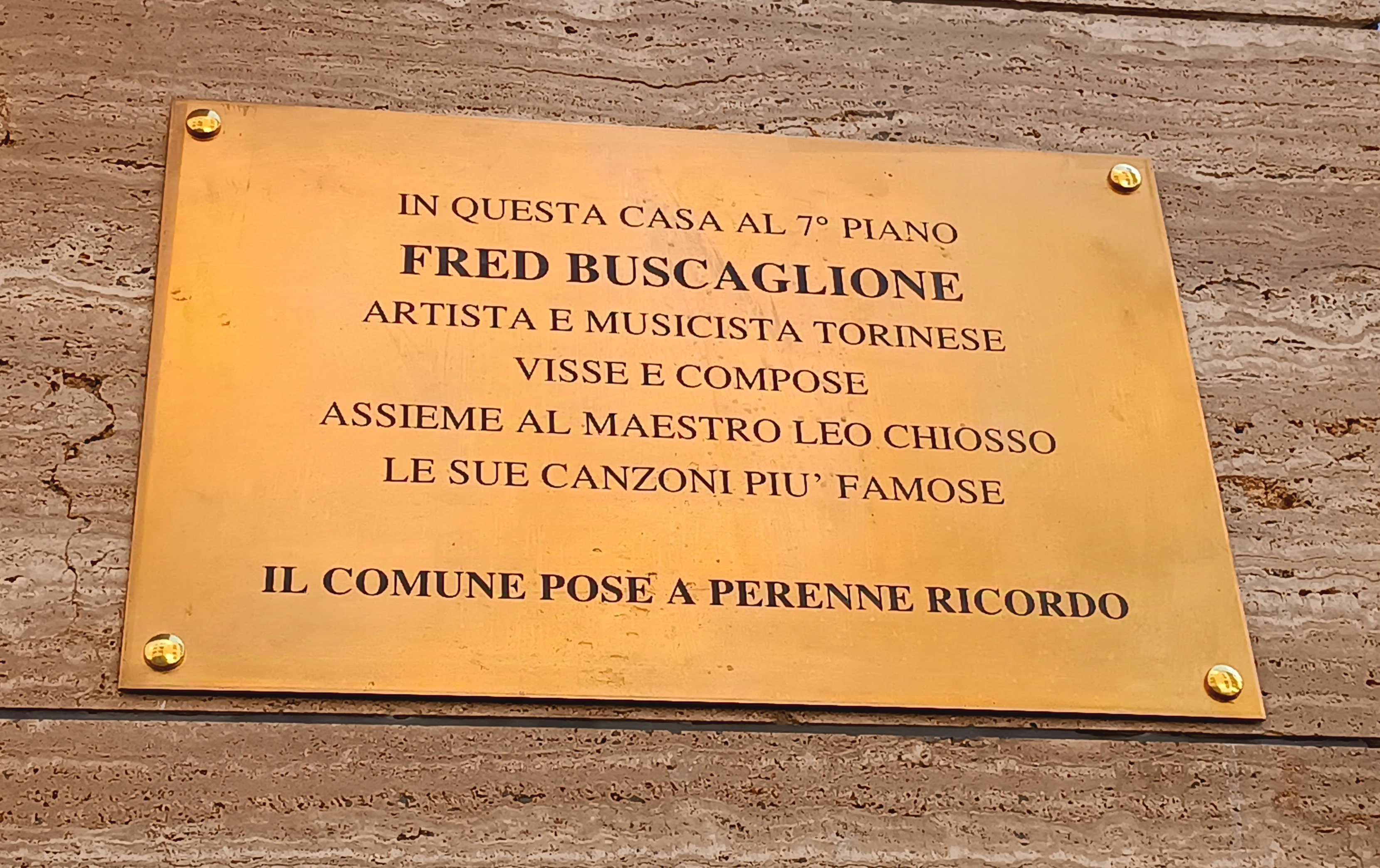
Targa dedicata a Fred Buscaglione in Via Bava a Torino

Nel 2009 nascono il Premio Buscaglione, un premio musicale a lui dedicato, e il festival "Sotto il cielo di Fred", per onorarne la memoria e i meriti artistici dando al contempo a gruppi emergenti la possibilità di esibirsi e farsi strada nel mondo della musica a livello professionistico.
Il 28 settembre 2017 si è svolta la cerimonia d'intitolazione dei tratti dei Murazzi del Po a nord e sud del Ponte Vittorio Emanuele I rispettivamente a Fred Buscaglione ed a Gipo Farassino.
Il 5 dicembre 2023 al Teatro Carignano di Torino ha debuttato lo spettacolo "Fred!" di e con Matthias Martelli, per la regia di Arturo Brachetti, e la partecipazione di Walter Ricci e Fabrizio Bosso.
Il 4 aprile 2025 è stata scoperta una targa commemorativa in onore di Fred Buscaglione in via Bava n. 26-bis, sul palazzo in cui ha vissuto e composto molte delle sue più celebri canzoni.

### Gli emulatori
Lo stile vocale di Fred Buscaglione ha ispirato vari artisti che ne hanno proseguito il cammino, con l'interpretazione di brani inediti o di cover, spesso calcando la mano sul carattere noir e grottesco. Tra questi:
- Franz Campi: autore, attore e cantante che ha riproposto la storia e le canzoni di Buscaglione in un suo spettacolo.
- Fred Bullo: nome d'arte di Mauro Cipolla.
- Piero Focaccia: realizza alcune reinterpretazioni di Buscaglione, quali: Porfirio Villarosa, Teresa, non sparare!.
- Roby Guareschi: sulla stessa scia di Buscaglione già percorsa da Riz Samaritano, esegue anche le medesime canzoni, come La grana o Kriminal Tango.
- Riz Samaritano: ne ha accentuato il carattere grottesco con brani originali come Cadavere spaziale o I cornuti. I dischi di Riz Samaritano durante tutti gli anni sessanta sono stati pubblicati dell'etichetta Combo Record.
- Henrj Ferraris: torinese come Buscaglione, in alcuni dischi è riportato come Henry. Incide per l'Emanuela Records imitando lo stile ed eseguendo anche alcune cover (come La tazza di te e Che bella cosa sei[18]).
- Tonino Carotone, pseudonimo di Antonio De La Cuesta, cantautore spagnolo il cui pseudonimo è un chiaro riferimento a Renato Carosone, ma il cui genere musicale è fortemente ispirato allo swing e alla maniera di Fred Buscaglione. Nel 2021, per celebrare i 100 anni di Fred pubblica per Maninalto! il disco tributo "Whisky Facile".
- I Duri di Chicago: orchestra di otto elementi che interpreta le canzoni di Fred Buscaglione.
- Max Arduini, omaggia Fred Buscaglione con la canzone "Canto una Thunderbird ferita" tratta dall'album L'arte del chiedere e dell'ottenere.

## Discografia

### 33 giri
- 1956 – Fred Buscaglione & i suoi Asternovas – Cetra, LPA 42
- 1956 – Fred Buscaglione & i suoi Asternovas – Cetra, LPA 47
- 1957 – Le nuove canzoni di Fred Buscaglione – Cetra, LPA 92
- 1957 – Balliamo con Fred Buscaglione – Cetra, LPA 93
- 1958 – Fred Buscaglione & i suoi Asternovas – Cetra, LPA 108
- 1959 – 16 successi di Fred Buscaglione – Cetra, LPB 35007
- 1960 – Ricordo di Fred – Fonit Cetra, LPF 1

### 16 giri
- 1958 – Fred Buscaglione & i suoi Asternovas - Cetra, LP16 N. 3[19]
- 1959 – Fred Buscaglione & i suoi Asternovas - Cetra, LP16 N. 5[20]

## Filmografia

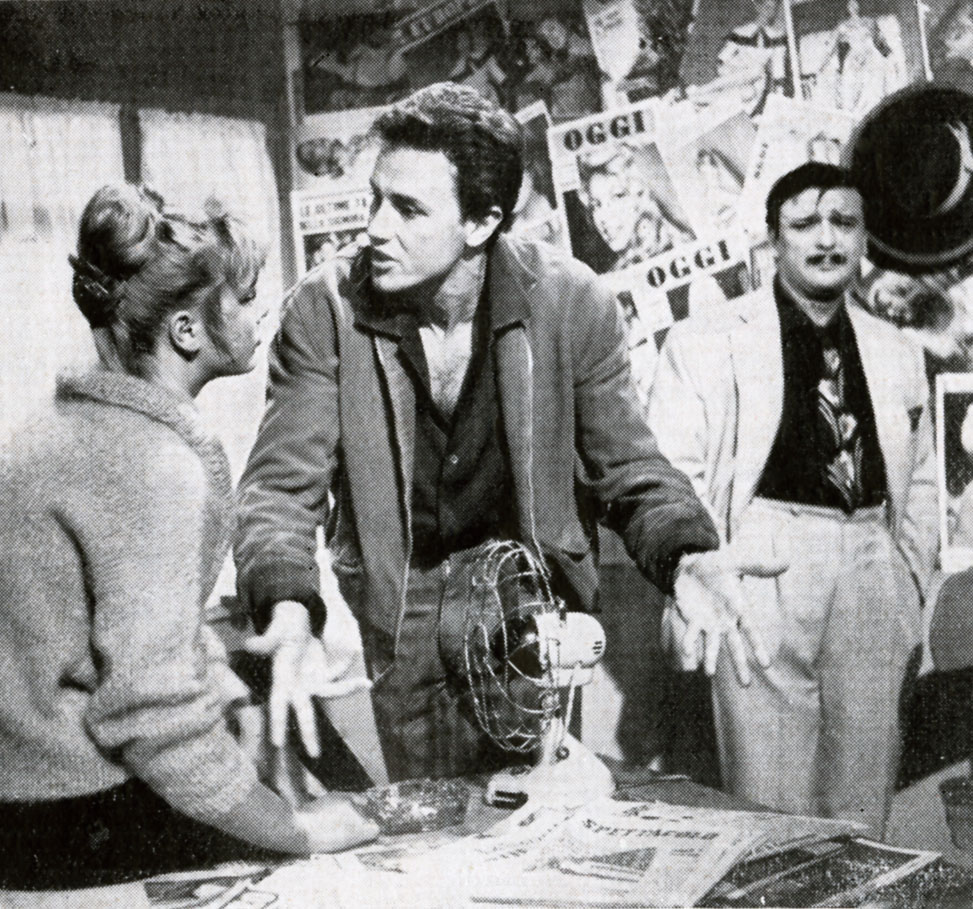
Elke Sommer, Antonio De Teffé, Fred Buscaglione nel film I ragazzi del Juke-Box

- Poveri milionari, regia di Dino Risi (1959)
- I ladri, regia di Lucio Fulci (1959)
- Guardatele ma non toccatele, regia di Mario Mattoli (1959)
- Noi siamo due evasi, regia di Giorgio Simonelli (1959)
- Il moralista, regia di Giorgio Bianchi (1959)
- I ragazzi del Juke-Box, regia di Lucio Fulci (1959)
- La duchessa di Santa Lucia, regia di Roberto Bianchi Montero (1959)
- La cento chilometri regia di Giulio Petroni (1959)
- Noi duri, regia di Camillo Mastrocinque (1960)
- Tu che ne dici?, regia di Silvio Amadio (1960)

## Televisione
Partecipò inoltre a tre edizioni della rubrica pubblicitaria televisiva Carosello:
Nel 1958 con Carlo Dapporto pubblicizzò il dentifricio Durban's; nel 1959, insieme a Tony Dallara, Nicola Arigliano, Fatima Robin's e Mario Valtellini, il brandy Grand Senior delle distillerie Fabbri e nel 1960 con Anita Ekberg per l'Industria Italiana della Birra (in questo sketch Buscaglione fu anche autore delle musiche).

## Programmi sperimentali televisivi Rai
- Orchestra delle 15, presenta Febo Conti, con la partecipazione del complesso Buscaglione, regia di Alda Grimaldi, trasmessa il 22 novembre 1953.

## Varietà televisivi Rai
- Ritmi d'oggi, Rassegna musicale a cura di Stefano Canzio, con il complesso di Fred Buscaglione, trasmessa il 30 giugno 1958.

## Programmi musicali Rai
- Programma con Fred Buscaglione e la sua orchestra dal  Dancing Faro Club di Torino, trasmesso il 7 gennaio 1953.
- Fred Buscaglione e il suo complesso, con Fatima Robin's, Michele Montanari e Gastone Parigi, trasmessa il 19 luglio 1954.